# Rit
Rit är en religiös form av ceremoni. En del riter i Sverige, som har kristen tradition, kan till exempel vara vigsel, dop, konfirmation mm. En fastställd ordning för en förrättning, till exempel en gudstjänst, kallas ritual. Många kulturer har övergångsriter, som utförs när ett livsskede förmodas gå över till ett annat.

## Riter inom liturgi och kyrkorätt
Med begreppet rit avses inom liturgivetenskapen och katolsk kyrkorätt även något väsentligt vidare, nämligen en historiskt konstituerad liturgisk tradition, vanligtvis kopplad till något av de patriarkala sätena. I denna bemärkelse är det som man talar om västliga eller latinska riter å ena sidan (och därmed om västliga kyrkor) och om grekisk, östlig eller orientalisk rit å den andra (och därmed om de östliga kyrkorna). I Romersk-katolska kyrkan återfinns såväl de latinska riterna (varav den romerska är i särklass störst) som olika grekiska/östliga riter. I de ortodoxa kyrkorna finns endast olika östliga riter.
Bägge ritfamiljerna inrymmer varianter: Inom de latinska riterna finns förutom den romerska riten, olika riter som antingen är knutna till ett enskilt stift (eller annat geografiskt område), till exempel ambrosiansk och mozarabisk rit, eller utmärker en viss religiös orden (till exempel dominikanordens eller kartusianordens respektive rit). Inom den östliga ritfamiljen finns också flera riter, till exempel kaldeisk rit, bysantinsk rit, koptisk rit och syro-malabarisk rit.